# تارت

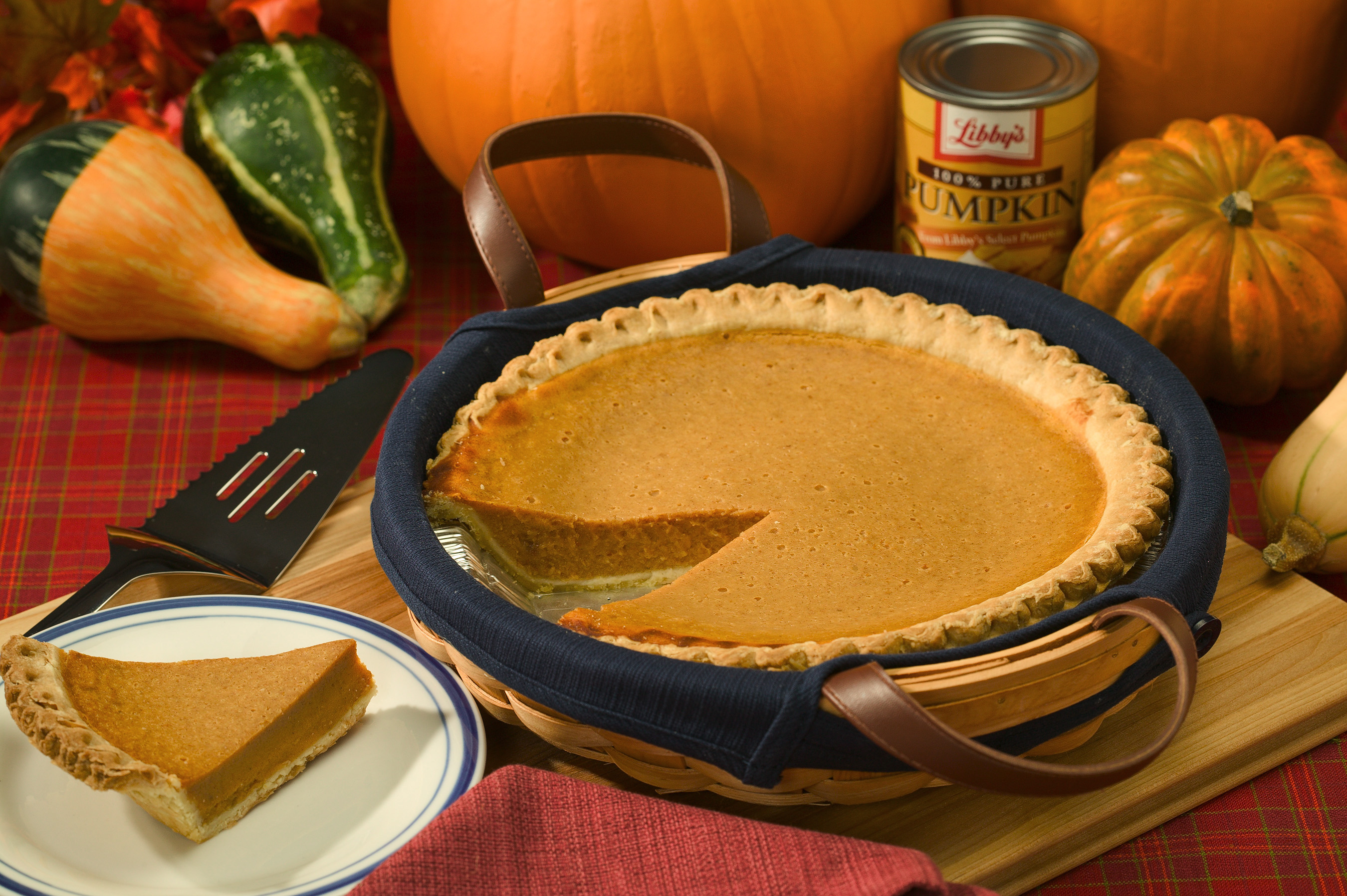
تارت کدو حلوایی

تارت (به فرانسوی: Tarte) نوعی شیرینی است که معمولاً از مواد پرکننده برای پوشش آن استفاده می‌شود. روی تارت‌ها باز است و از ماده اصلی شیرینی (خمیر) تشکیل نشده‌است. در تارت‌ها خمیر شیرینی، خمیر بریزه است. ماده روکش یا پرکننده تارت‌ها ممکن است شیرین (مثل میوه‌جات) یا نمکی و غیرشیرین (مثل مرغ و میگو) باشد. تارت‌های امروزی معمولاً بر پایه میوه و مایع کاستارد هستند. تارت‌های ریزه نیز به تارت‌های کوچک گفته می‌شود. به عنوان مثال می‌توان از تارت ریزه تخم مرغ نام برد. مثالی دیگر که در خصوص تارت‌ها می‌توان زد تارت‌های مربایی هستند که رنگ آن‌ها بسته به مزه‌ای است که در مربا (به عنوان پرکننده) استفاده می‌شود. از میان تارت‌ها می‌توان به تارت خوش‌پخت نیز اشاره کرد که خاستگاه بریتانیایی دارد. از تارت‌های نمکی می‌توان به پای کیش اشاره کرد.
تفاوت اصلی تارت با انواع کیک در آن است که نان تارت بدون پف عمل می‌آید حال آنکه در دسته کیک‌ها پف از موارد غیرقابل حذف است. در صورتی که در خمیر تارت شکر وجود داشته باشد برای شیرینی‌جات و در صورت عدم استفاده از شکر برای غذاها به کار برده می‌شود

## مواد تشکیل دهنده خمیر تارت
مواد تشکیل دهنده خمیر تارت به شرح زیر است:
- ۶ قاشق غذاخوری کره بدون نمک
- ۳ قاشق غذاخوری آب
- ۱ قاشق غذاخوری شکر
- ۱ قاشق غذاخوری روغن گیاهی
- به قدر یک سر انگشت نمک
- یک فنجان آرد چندمنظوره (معمولی)

## نگارخانه

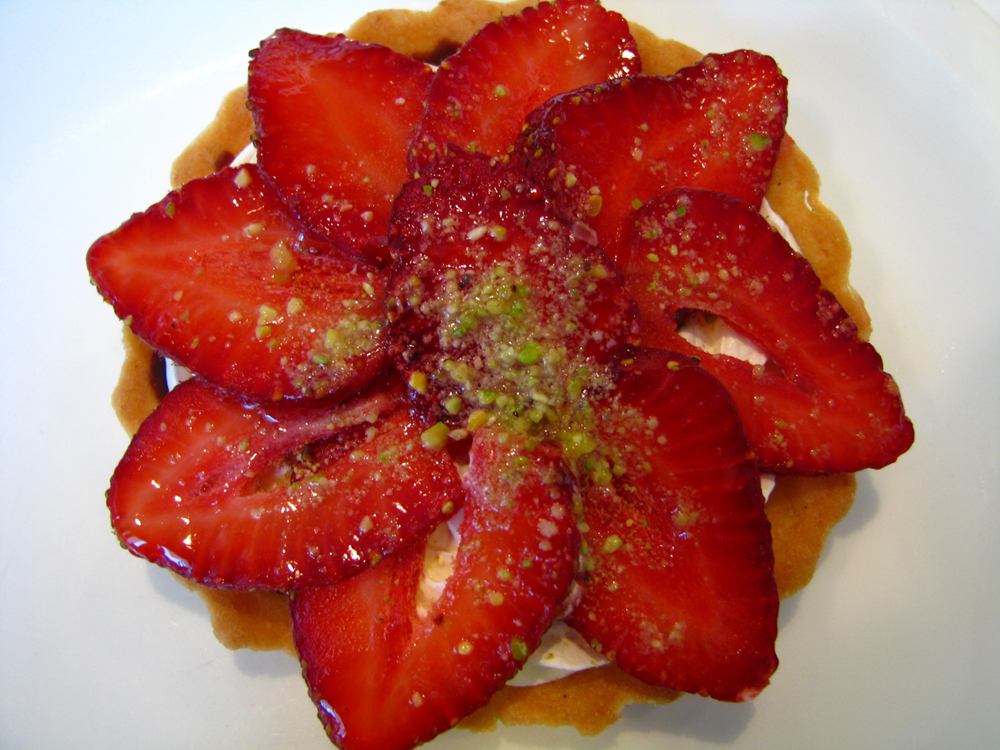
تارت توت‌فرنگی
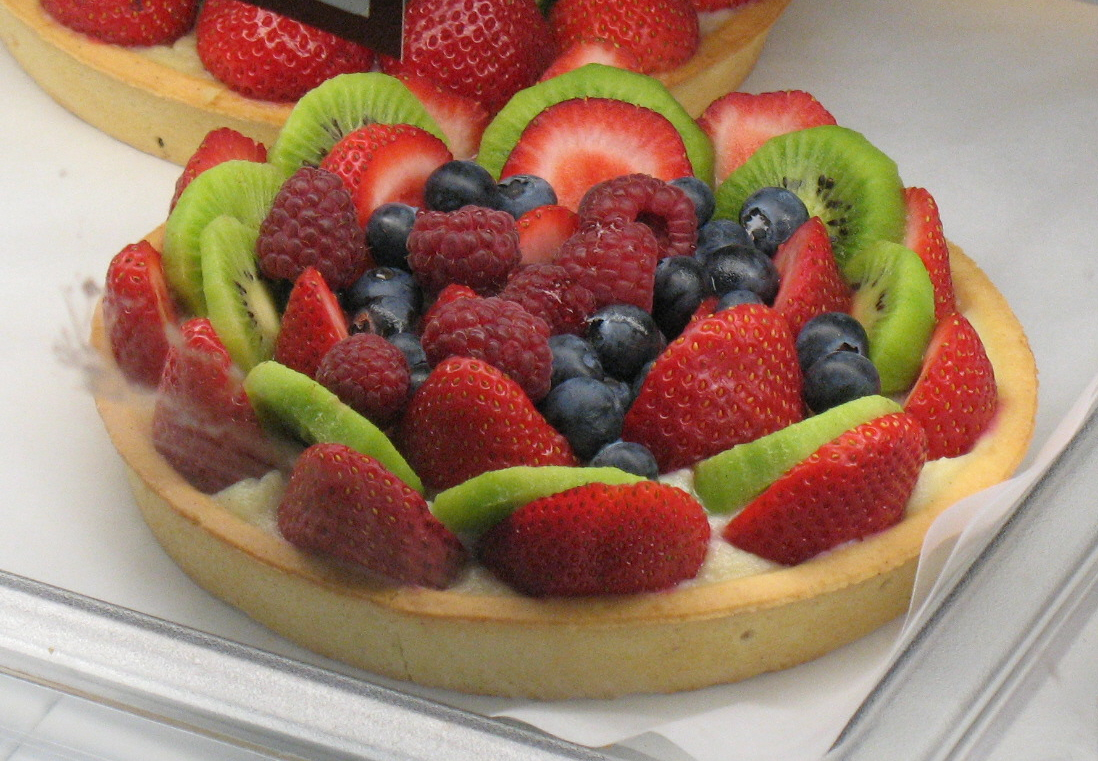
تارت کیوی، بلوبری و توت‌فرنگی
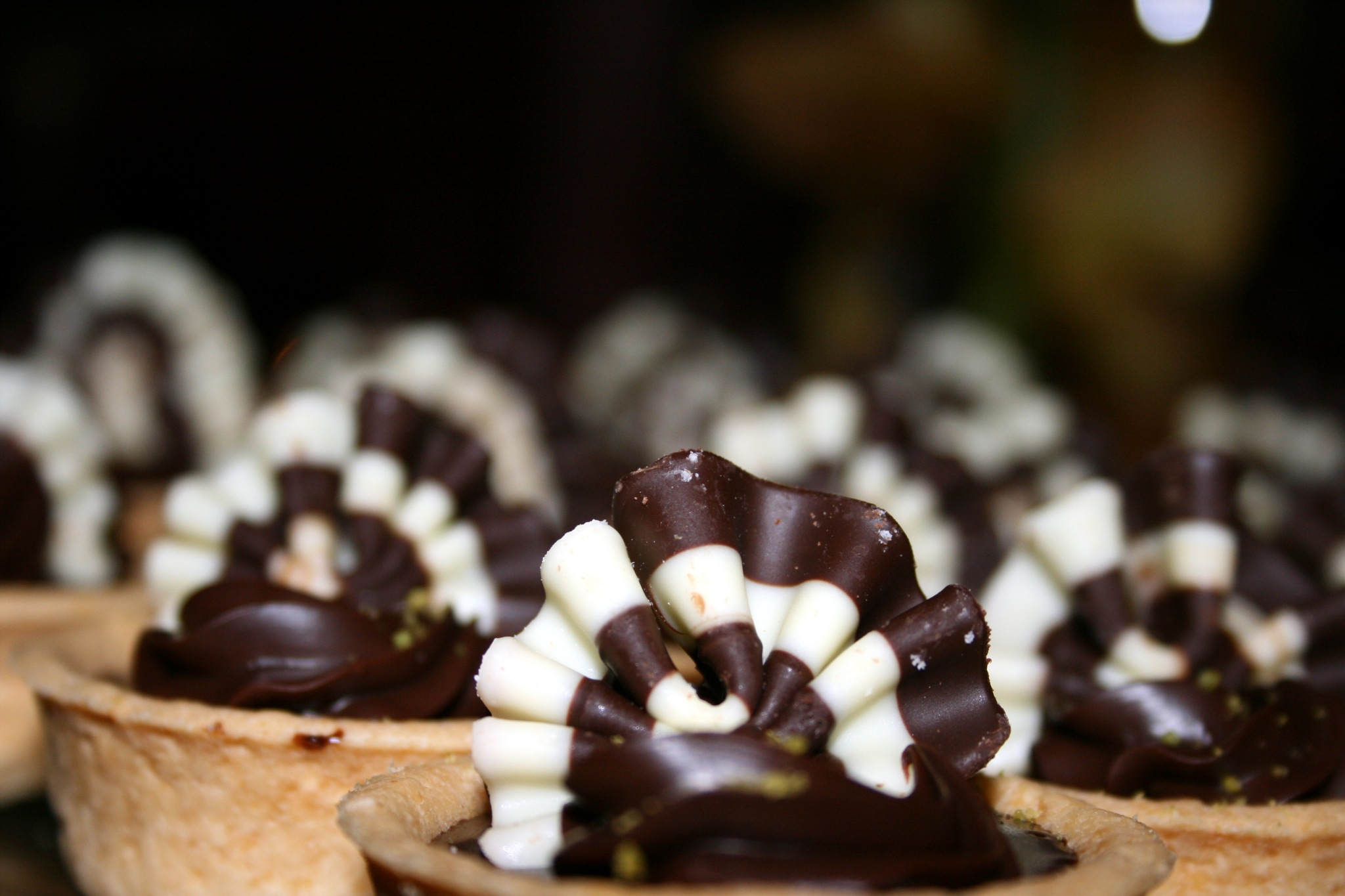
تارت شکلات
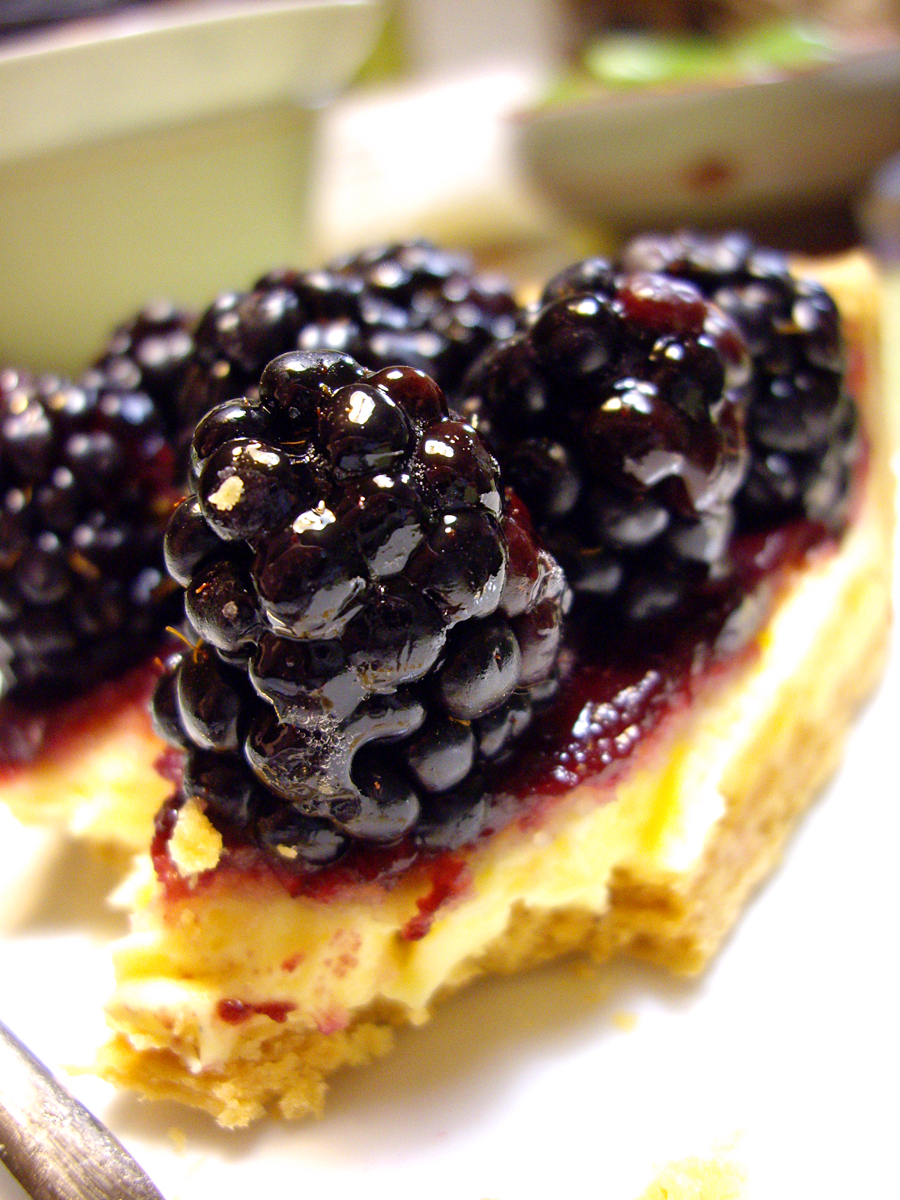
تارت مکزیکی تمشک
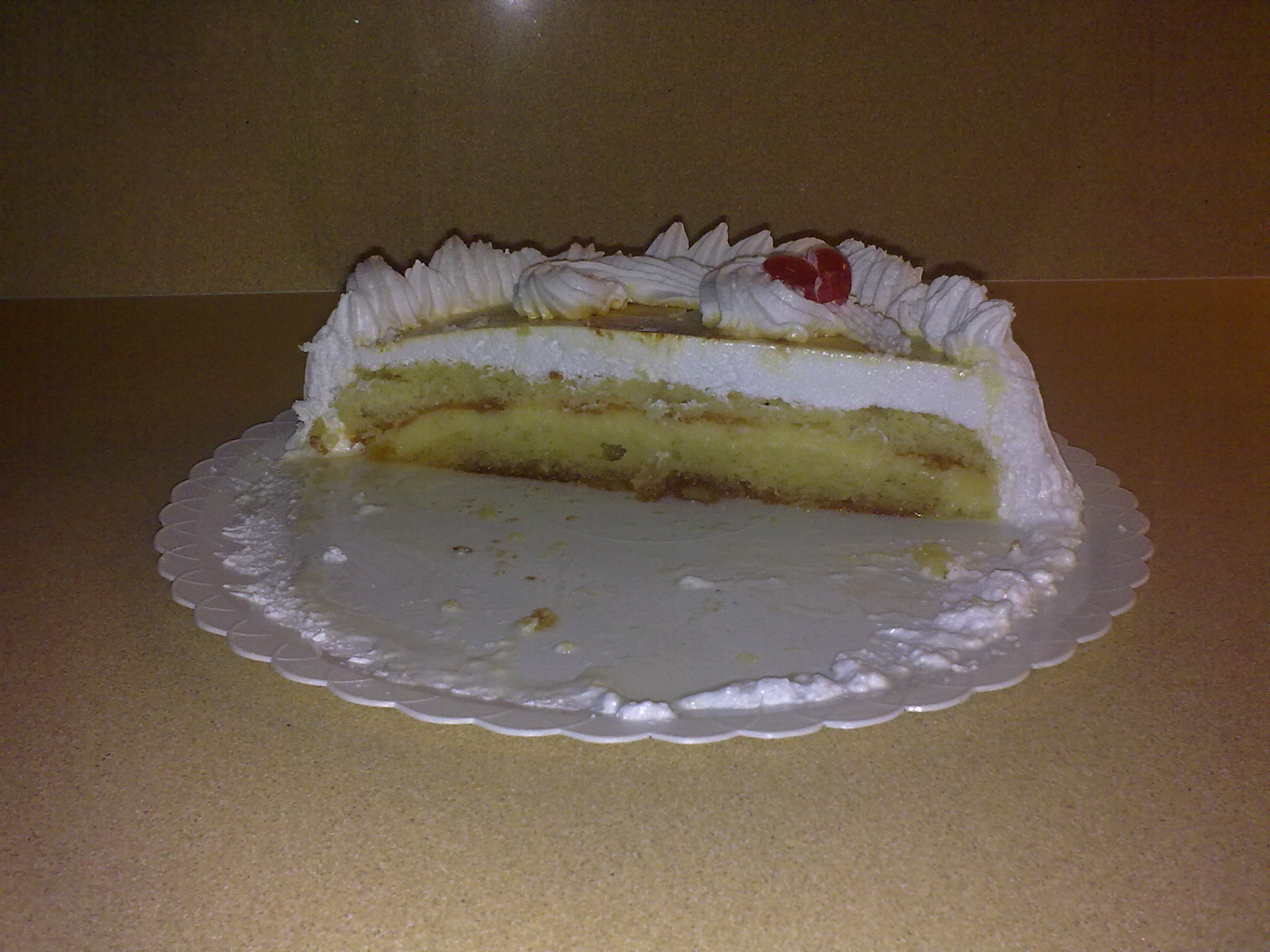
مرنگ
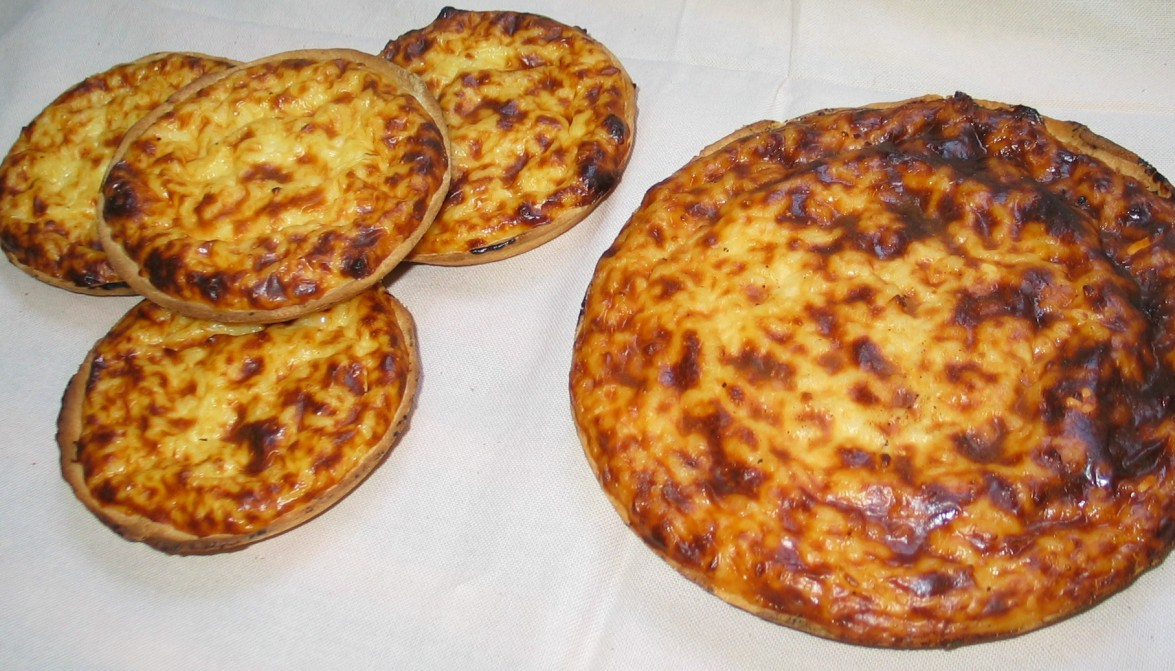
ریجستیوالی